# 錯枝
錯枝（？—？），一作孚錯枝，《莊子》稱王子搜，是戰國時期越國的君主，諸咎死後由吳地的越國人立為君主，前374年至前373年在位2年。
因為越國內亂，三度弒其國君，即越王不寿、越王翳、諸咎。王子搜害怕，逃到丹地的洞穴躲藏。卿大夫寺區平定內亂，而越國沒有國君，大臣們請求王子搜即位，但王子搜仍然不肯出任越君，而再度進入丹地的洞穴不肯出來，越國人就以煙薰的方法迫使他出來，推舉為越王，乘上王冠。王子搜小心翼翼地登上車，對著上天大聲呼喊說：「君位啊！君位啊！還是不可以交給我啊！」之後似乎也在力求逃離此王位，所以翌年大夫寺區立無余為越王。